# Лотрек (кантон)
Лотре́к (фр. Lautrec, окс. Lautrèc) — упразднённый кантон во Франции, находился в регионе Юг — Пиренеи, департамент Тарн. Входил в состав округа Кастр.
Код INSEE кантона — 8116. Всего в состав кантона Лотрек входили 10 коммун, из них главной коммуной являлась Лотрек.
Кантон был упразднён в марте 2015 года.

## Население
Население кантона на 2009 год составляло 4993 человека.
| 1962 | 1968 | 1975 | 1982 | 1990 | 1999 | 2009 |
| ---- | ---- | ---- | ---- | ---- | ---- | ---- |
| 3682 | 4132 | 3832 | 4172 | 4235 | 4363 | 4993 |

## Коммуны кантона
| Коммуна               | Население, чел. (2010) | Код INSEE | Почтовый индекс |
| --------------------- | ---------------------- | --------- | --------------- |
| Брус                  | 369                    | 81040     | 81440           |
| Венес                 | 732                    | 81311     | 81440           |
| Жонкьер               | 471                    | 81311     | 81440           |
| Лотрек                | 1756                   | 81139     | 81440           |
| Мондрагон             | 608                    | 81174     | 81440           |
| Монпинье              | 175                    | 81181     | 81440           |
| Перегу                | 94                     | 81207     | 81440           |
| Пюикальвель           | 208                    | 81216     | 81440           |
| Сен-Женест-де-Контест | 245                    | 81250     | 81440           |
| Сен-Жюльен-дю-Пюи     | 405                    | 81258     | 81440           |